# 阿彭 (石勒苏益格-荷尔斯泰因州)
阿彭（德語：Appen，發音：[ˈapn̩]）是德国石勒苏益格-荷尔斯泰因州平讷贝格县的市镇，面积20.3平方千米，2023年12月31日人口为4,835人。